# Statut de Wallis-et-Futuna de 1961
Le statut de Wallis-et-Futuna de 1961, en forme longue la loi no 61-814 du 29 juillet 1961 conférant aux îles Wallis et Futuna le statut de territoire d'outre-mer, est une loi transformant le protectorat de Wallis-et-Futuna en territoire d'outre mer de la République française. Ces îles du Pacifique deviennent partie intégrante de la République française, tout en gardant leurs spécificités institutionnelles particulières. Les autorités coutumières, en particulier les rois coutumiers de Uvea, Alo et Sigave, leurs ministres et les chefs de village, y sont reconnus, en parallèle des autorités françaises (administrateur supérieur, assemblée territoriale).

## Contexte

### Histoire

Localisation de Wallis-et-Futuna par rapport à la France métropolitaine.

Wallis, Futuna (et l'île voisine d'Alofi) sont situées dans l'océan Pacifique, en Polynésie. Ces îles, occupées depuis le Ier millénaire av. J.-C. par des populations Lapita (devenues des Polynésiens par la suite), développent des cultures et des organisations politiques propres, organisées notamment autour de royaumes coutumiers. L'organisation politique de ces sociétés évolue fortement au gré des conflits et des invasions extérieures, en particulier à Wallis par les Tongiens qui conquièrent l'île et y transposent leur modèle de chefferie,.
Les premiers contacts avec les Européens ont lieu au XVIIe siècle et au XVIIIe siècle, avant l'arrivée de missionnaires maristes français au milieu du XIXe siècle, qui convertissent les populations locales au catholicisme et imposent une véritable théocratie missionnaire. Dans le même temps, pour asseoir leur pouvoir, les missionnaires œuvrent à fixer les prérogatives du pouvoir coutumier, en figeant les structures politiques existantes. Ainsi, les deux royaumes de Futuna (Alo et Sigave) se structurent. Dans le même temps, les contacts avec les autres archipels polynésiens sont interdits, pour éviter les influences extérieures. Le père Pierre Bataillon est à l'origine du premier code écrit de lois de Wallis (Tohi Fono o Uvea) adopté le 20 juin 1870. L'intention des pères maristes est de mettre fin aux luttes de pouvoir entre les chefs et apaiser la situation politique, tout en contrôlant strictement les mœurs de la population wallisienne.

### Protectorat (1888-1961)

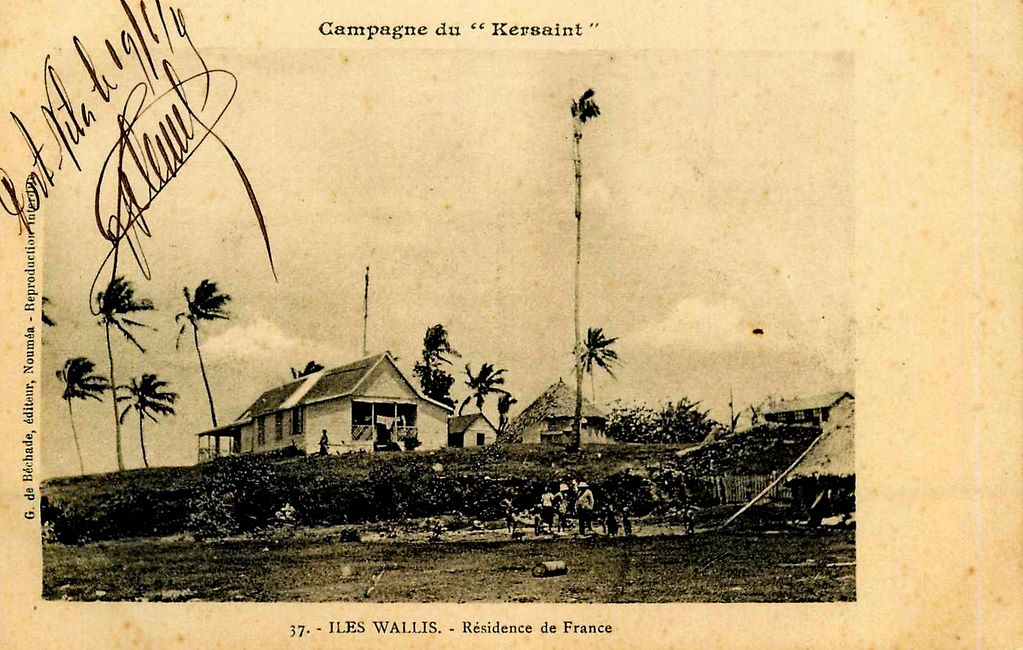
La résidence de France, construite en 1904 à Wallis, abrite le résident pendant le protectorat de Wallis-et-Futuna.

En 1887 puis 1888, les trois rois coutumiers demandent (sous influence missionnaire) d'être rattachés à France : c'est le début du protectorat de Wallis-et-Futuna. Au pouvoir coutumier et au clergé s'ajoute alors un troisième pouvoir, celui de l'administration. Il n'y a pas à proprement parler de colonisation à Wallis-et-Futuna, la présence française se limitant à un résident (chargé des affaires extérieures), un chancelier et un opérateur radio, tous situés à Wallis. L'histoire de Wallis sous le protectorat est marquée par les luttes d'influence entre la mission catholique et l'administration française, mais les souverains de Futuna et Wallis gardent toute leur autorité coutumière sur leurs sujets. Futuna, île montagneuse dépourvue de lagon, est beaucoup plus difficile d'accès et reste donc plus indépendante.
La Seconde Guerre mondiale est l'occasion de bouleversements culturels et économiques à Wallis avec l'implantation d'une base américaine de 1942 à 1944. Les Américains construisent de nombreuses infrastructures, font connaître la société de consommation aux populations locales et apportent un pouvoir d'achat conséquent qui fragilise l'autorité des chefs coutumiers. Le départ des Américains provoque une crise économique, l'instabilité politique est forte (trois rois se succèdent à Wallis entre 1945 et 1950) et la population augmente. En conséquence, plusieurs milliers de Wallisiens et de Futuniens en quête d'un nouveau mode de vie partent travailler en  Nouvelle-Calédonie dans les années qui suivent. Toutefois, « ces migrations sont régulièrement contrariées par le statut des Wallisiens et des Futuniens, originaires d’un « pays » protégé par la France, ne possédant ni les avantages d’un État souverain, ni les facilités d’un territoire membre de l’Union Française ». Les autorités françaises réfléchissent donc à un changement de statut pour le territoire.

### Préparation du statut, référendum (1959) et adoption

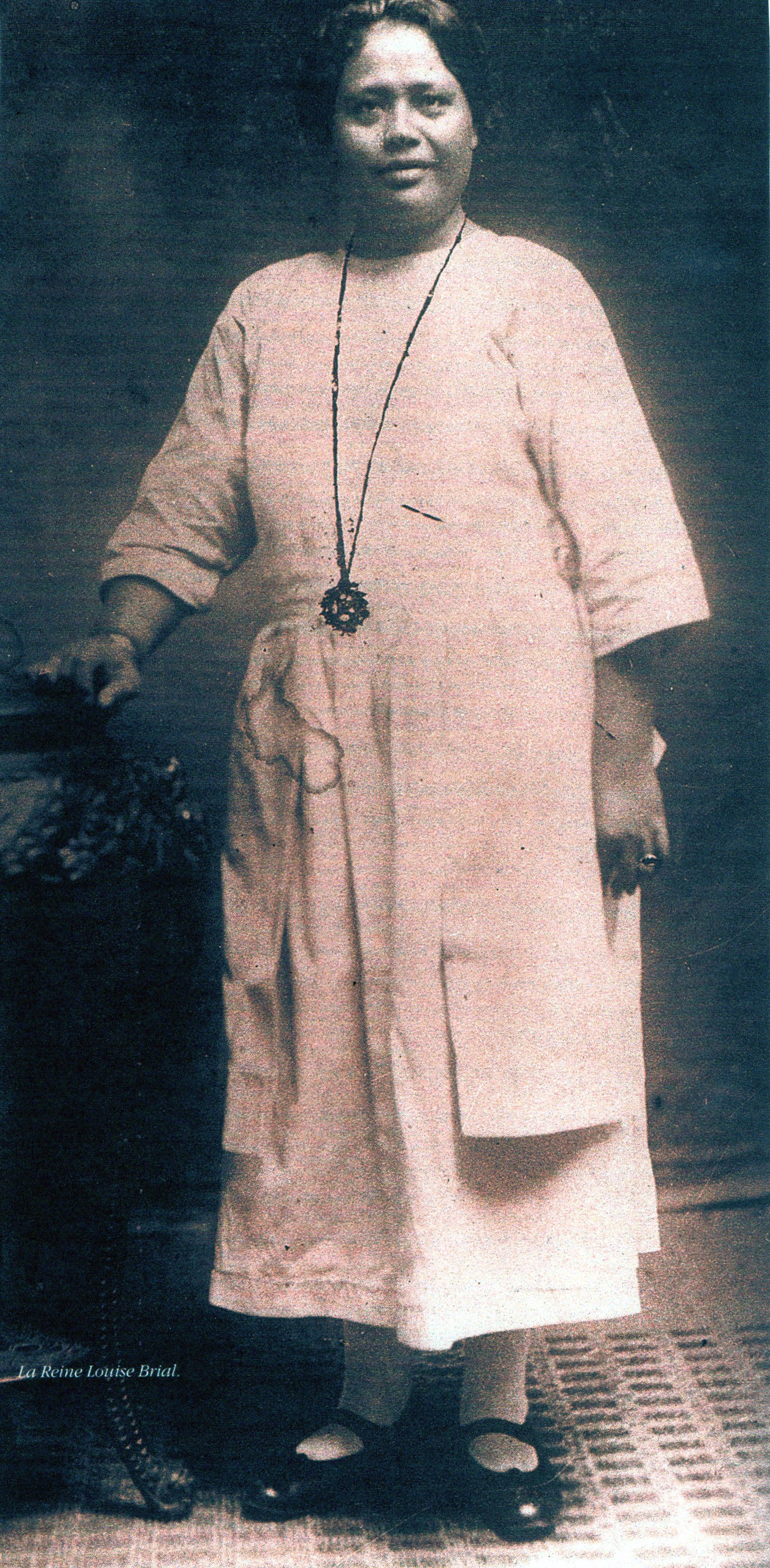
Aloisia Brial, reine de Wallis de 1953 à 1958.

En 1951, un statut pour Wallis et Futuna au sein de l'Union française est à l'étude. Les résidents comme l'évêque Alexandre Poncet souhaitent qu'au préalable, une constitution coutumière soit rédigée. Le Lavelua Kapeliele Tufele III reprend alors la constitution wallisienne de 1870, rédigée par l'évêque Pierre Bataillon et où la religion chrétienne joue un rôle prépondérant, mais cette proposition est rejetée par l'administration. En 1953, le sénateur calédonien Henri Lafleur propose de transformer Wallis-et-Futuna en circonscription rattachée à la Nouvelle-Calédonie,. L'objectif, selon Jean-Claude Roux, était de mettre en minorité l'Union Calédonienne (autonomiste) grâce au vote des Wallisiens et Futuniens loyalistes à la France. L'Union Calédonienne mène elle-même un lobbying important à Paris pour contrer ce projet, qui est finalement rejeté par le Sénat.

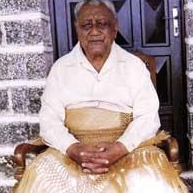
Tomasi Kulimoetoke, roi de Wallis de 1959 à 2007.

Dans le même temps, la reine Aloisia Brial est de plus en plus contestée à Wallis, et une crise coutumière éclate en 1957 : son premier ministre Tomasi Kulimoetoke démissionne, 14 villages sur 20 refusent d'obéir à la reine, et le conseil royal la met en minorité. La reine finit par démissionner le 12 septembre 1958 et Tomaski Kulimoetoke est désigné par les familles royales comme le nouveau souverain six mois plus tard, le 12 mars 1959.
À la suite de l'intervention du résident Fauché et du délégué de Futuna Camille Gloannec, les trois rois coutumiers demandent le 27 juin 1959 au président de la République Française, Charles de Gaulle, la transformation du protectorat en territoire d'outre-mer. En octobre 1959, l'évêque Alexandre Poncet élabore un premier projet de loi, où le clergé aurait eu un rôle dans les instances de gouvernement et où la chefferie aurait été sous contrôle de l'administration territoriale. Ces dispositions ont été retirées dans la suite des négociations. Des négociations tripartites entre la chefferie, le clergé et l'administration aboutissent à un accord, prévoyant le maintien du droit coutumier au civil, du contrôle du foncier par la chefferie et de l'enseignement par le clergé catholique. L'accord est signé par le ministre de la France d'outre-mer Jacques Soustelle le 5 octobre 1959. Le décret est finalisé à Paris et apporté par avion le 9 décembre ; un référendum est fixé au 27 décembre, deux semaines plus tard, pour avaliser le changement de statut.
Le 27 décembre 1959, la population de Wallis-et-Futuna se prononce à plus de 94 % en faveur du changement de statut (le oui l'emporte même à 100 % à Wallis où la population, suivant les indications de la mission et de la chefferie, vote unanimement pour).
À la suite des résultats du référendum, une assemblée provisoire est mise en place avec les autorités politiques, coutumières et religieuses des trois îles le 17 février 1960. Cette assemblée permet d'élaborer un projet de loi qui est soumis à la commission des lois en mai 1961. Le projet est débattu à l'Assemblée nationale le 11 juillet puis ratifié par le Parlement français le 29 juillet 1961, sous la première législature de la Ve République.

## Statut
Le statut de 1961 confère à Wallis-et-Futuna une organisation politique très particulière. Comme l'indique l'anthropologue Sophie Chave-Dartoen, « l’agencement institutionnel créé en 1961 pour Wallis et Futuna a fait de ces archipels un territoire dont les relations avec l’État et l’administration sont complexes – complexité dont savent jouer les insulaires ».

## Évolution
Initialement, la loi de 1961 est assez imprécise, afin de permettre une évolution législative où l'administration aurait l'essentiel du pouvoir : « l’idée sous-jacente était d’organiser un transfert progressif des responsabilités, des autorités coutumières mal définies vers une assemblée territoriale dont les missions et le pouvoir étaient à renforcer. Dans le meilleur des cas, coutumes et autorités coutumières étaient destinées à figurer dans le registre du folklore local, tandis qu’un appareil proprement administratif et politique prenait le relais ». Néanmoins, cette évolution n'a pas eu lieu et le statut est resté quasiment inchangé depuis son instauration. Pour la société wallisienne et futunienne, ce statut pérennise les institutions coutumières et « [garantit] pleinement les fondements « traditionnels » de la société et son autonomie face à l’État ».